# UTC-8
UTC−8 je jedna od vremenskih zona. Koristi se na sljedećim područjima:

## Kao standardno vrijeme (cijelu godinu)
- Kanada
  - Sjeverozapadni teritoriji
    - Tungsten i rudnik Cantung
- Francuska
  - Otok Clipperton
- Ujedinjeno Kraljevstvo
  - Pitcairn

## Kao standardno vrijeme (sjeverna hemisfera - zimi)

### Pacifičko standardno vrijeme
- Kanada
  - Britanska Kolumbija (veći dio provincije)
  - Yukon
- Meksiko
  - Baja California
- SAD
  - Kalifornija
  - Idaho (sjeverni dio)
  - Nevada (veći dio savezne države)
  - Oregon (veći dio savezne države)
  - Washington

## Kao ljetno vrijeme (sjeverna hemisfera - ljeti)

### Aljasko ljetno vrijeme
- SAD
  - Aljaska - veći dio savezne države